# Jean-Clarence Lambert
Œuvres principales
- Les poésies mexicaines, Seghers, 1961
- Le Jardin Le Labyrinthe, poésie 1953-1989, La Différence, 1991

Jean-Clarence Lambert né le 24 juillet 1930 dans le 16e arrondissement de Paris est un poète, essayiste, critique d'art et traducteur français.

## Biographie
Jean-Clarence Lambert rencontre Paul Éluard en 1946. Il fréquente un temps le groupe surréaliste d'André Breton.
Il séjourne en Scandinavie, principalement en Suède. Il rencontre les artistes du groupe CoBrA dont il devient le premier historien et sur lequel il publie de nombreux ouvrages, notamment sur le peintre Guillaume Corneille.
En 1955, il fonde avec Georges Fall et dirige la collection « Le Musée de Poche » puis commence à organiser des manifestations poétiques et artistiques : pendant plus de quarante ans, il invite des centaines de créateurs à se produire.
Son premier recueil de poèmes, Dépaysage, est illustré par Pierre Soulages.
Dès les années cinquante il traduit l’œuvre d'Octavio Paz (notamment Aigle ou soleil, le Labyrinthe de la solitude et Liberté sur parole). Il séjourne à de nombreuses reprises au Mexique et publie deux anthologies de la poésie mexicaine
Avec Roger Caillois il publie le Trésor de la Poésie universelle, équivalent pour la poésie du Musée imaginaire de Malraux.
En 1962, il fonde le Domaine poétique pour des lectures et performances de poètes. Nombreux voyages dans le monde entier.
En 1967, il fonde avec Georges Fall et d'autres critiques, la revue Opus international.
Il reçoit le Grand Prix de Poésie de la SGDL (Société des Gens de lettres) en 1995, pour son anthologie personnelle Le Jardin le labyrinthe.
Il rassemble ses écrits sur le labyrinthe dans Dédalogrammes.

### Distinctions
- Il est « régent de dédalogie » au Collège de 'Pataphysique.
- Citoyen d'honneur de Joal, la ville natale de Léopold Sédar Senghor.
- Chevalier de l'Ordre des Art et Lettres.
- Chevalier de l'Ordre royal de Vasa (Suède).
- Il reçoit en 2012 le grand prix de poésie Ronsard à l'abbaye de Saint-Cosme (Tours) pour son recueil X-Alta.
- De l'Académie française :
  - Prix Mottart 1994
  - Prix Henri de Régnier 2001

### Accueil critique
Robert Sabatier dit de sa poésie : « Jean-Clarence Lambert l’infatigable tentant toutes les expériences du langage, du lyrisme à la recherche textuelle, avec un sens de l’espace et des silences, du jeu des mots et des prestiges de la typographie qui peut faire d’un poème un tableau, une présentation graphique. Sans cesse, il cherche un agrandissement à la mesure de la planète et les grands parcours de la phrase comme ceux de ses multiples voyages et sa prise de conscience planétaire se reflètent partout. Octavio Paz lui a consacré un poème le montrant “insaisissable, insondable, impondérable” et passant de “la couleur au son / du son au sens / du sens à la ligne, / de la ligne / à la couleur du sens... et il a bien toujours une “dérive vertigineuse” — ce que la meilleure critique n’aurait mieux dit. Comme s’il se sentait à l’étroit dans le costume prêt-à-porter de la langue, il en fait craquer les coutures et ne craint pas, suivant le mode de Jean-Pierre Brisset ou de Michel Leiris, à gloser sur le glossaire, à soumettre les mots à une torture dont ils sortent métamorphosés et régénérés, prêts à de nouvelles significations et enfantant des néologismes, mais il n’y a pas que cela chez le savant Jean-Clarence car il connaît aussi les pouvoirs de la poésie la plus traditionnelle — à condition qu’on la viole un peu. » (in La Poésie du XXe siècle)